# Gottlob Egelhaaf

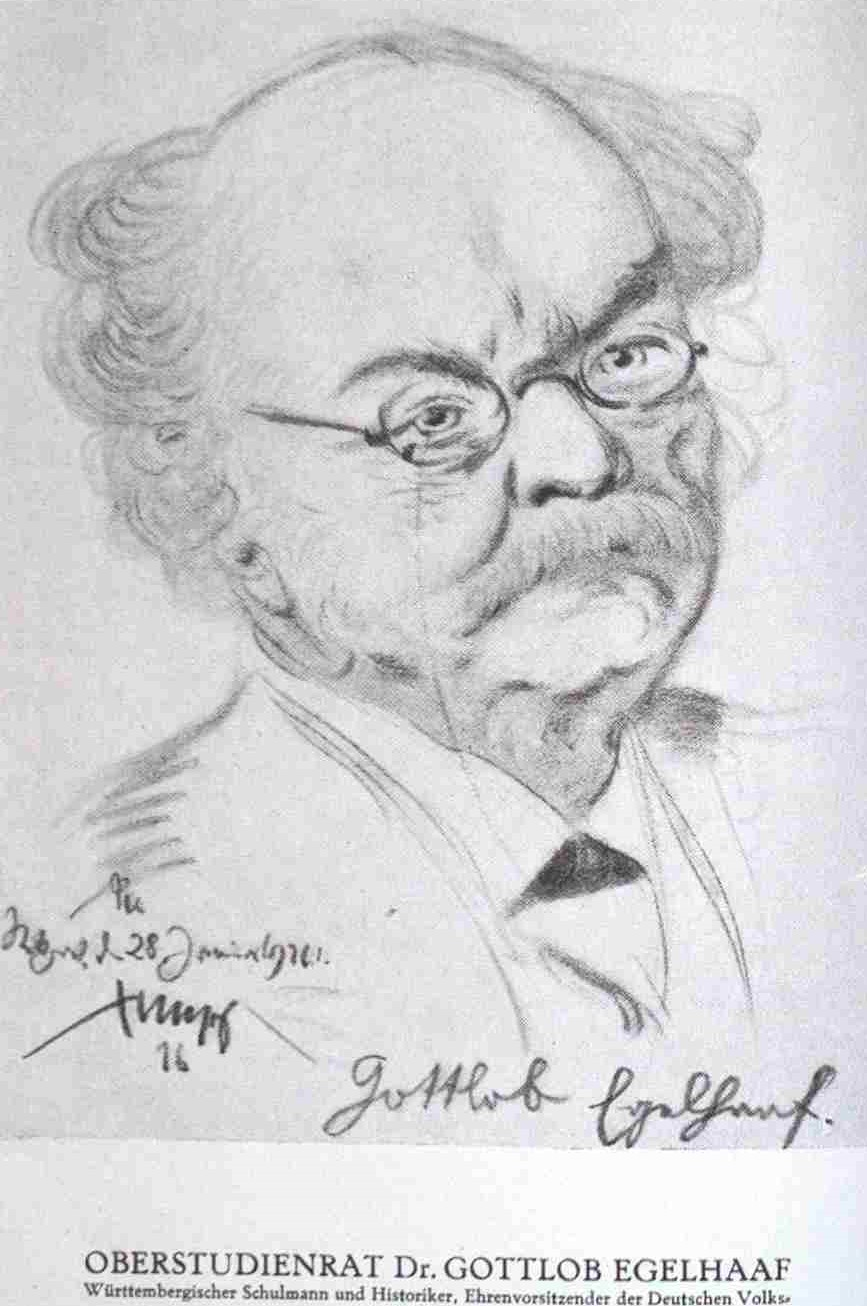
Emil Stumpp Gottlob Egelhaaf (1926)

Albert Friedrich Gottlob Egelhaaf (* 1. März 1848 in Gerabronn; † 2. März 1934 in Stuttgart) war ein deutscher Politiker der DVP in Württemberg.

## Leben
Gottlob Egelhaaf besuchte zunächst das Progymnasium in Öhringen, bestand 1862 das Landesexamen und besuchte sodann von 1862 bis 1866 das evangelisch-theologische Seminar in Urach. Daran schloss sich von 1866 bis 1870 ein Studium der Geschichte und klassischen Philologie an der Eberhard Karls Universität Tübingen an. Er war seit 1866 Mitglied der Verbindung Normannia Tübingen. Im Jahre 1870 wurde er in Tübingen zum Dr. phil. promoviert und war danach als Gymnasiallehrer tätig. Von 1870 bis 1874 unterrichtete er in Schwäbisch Hall, von 1876 bis 1885 in Heilbronn und von 1885 bis 1919 am Karls-Gymnasium in Stuttgart. Ab 1895 war er dort Rektor. Im März 1919 trat er in den Ruhestand, blieb aber von 1900 bis 1925 Lehrbeauftragter für Geschichte und Kulturgeschichte an der TH Stuttgart sowie zusätzlich von 1921 bis 1923 in Hohenheim. Egelhaaf veröffentlichte eine Vielzahl geschichtswissenschaftlicher Schriften.

## Vereins- und Verbandstätigkeit
Egelhaaf war Mitglied der Württembergischen Kommission für Landesgeschichte und ab 1893 Mitglied des Ausschusses des Deutschen Historikertages. Ab 1885 gehörte er dem Württembergischen Geschichts- und Altertumsverein an und war von 1908 bis 1922 dessen Vorsitzender.

## Tätigkeit für die evangelische Kirche
Ab 1894 war Egelhaaf Abgeordneter in der Landessynode und Landeskirchenversammlung der Evangelischen Kirche in Württemberg. Außerdem war er Mitglied des evangelischen Volksbundes.

## Politik
Gottlob Egelhaaf war ab etwa 1877 Mitglied in der Deutschen Partei, war 1917 Gründungsmitglied der Vaterlandspartei in Württemberg, trat dann 1918 zunächst der Bürgerpartei bei, ehe er schließlich 1919 Mitglied der württembergischen DVP wurde. Am 28. September 1919 übernahm er den Vorsitz der württembergischen DVP, den er aber nur bis zum 28. Februar 1920 behielt. Sein Nachfolger als Vorsitzender wurde Theodor Bickes. Gottlob Egelhaaf gehörte von Juni 1920 bis November 1926 dem Landtag des freien Volksstaates Württemberg als Abgeordneter an und leitete dort 1924 bis 1926 die DVP-Gruppe. Wegen eines schweren Schlaganfalls musste er sich aus der Politik zurückziehen. Noch bei der Reichstagswahl 1933, im Alter von 85 Jahren, gab er der DVP seine Stimme.

## Schriften (Auswahl)
- Grundzüge der Geschichte (Teil 1–3). Reisland, Leipzig 1885 (Digitalisat)

- Deutsche Geschichte im sechzehnten Jahrhundert bis zum Augsburger Religionsfrieden
  - Band 1 (1889): 1517–1526 (Digitalisat)
  - Band 2 (1892): 1526–1555 (Digitalisat)

- Kaiser Wilhelm I, 1797-1888. (online, 3. Aufl. 1888).

- Bismarck, sein Leben und sein Werk. 1911 (online, 3. Auflage 1922)

- Geschichte der neuesten Zeit, vom Frankfurter Frieden bis zur Gegenwart
  - Band 1 (8. Auflage 1920 online): Die bismarcksche Zeit: Vormachtstellung in Europa 1871-1890
  - Band 2 (online): Die nachbismarcksche Zeit: Verschiebung der Machtverhältnisse in Europa

- Theobald Von Bethmann Hollweg. Der Fünfte Reichskanzler. 1916. (Digitalisat online).

- Geschichte des neunzehnten Jahrhunderts vom Wiener Kongress bis zum Frankfurter Frieden. 2 Bände, Krabbe, Stuttgart 1925